# شعبان تپه
شعبان تپه مربوط به دوران‌های تاریخی پس از اسلام است و در شهرستان قزوین، بخش مرکزی، روستای عبدل‌آباد واقع شده و این اثر در تاریخ ۱۹ اسفند ۱۳۸۰ با شمارهٔ ثبت ۴۹۸۷ به‌عنوان یکی از آثار ملی ایران به ثبت رسیده است.